# Volkmar Vogel

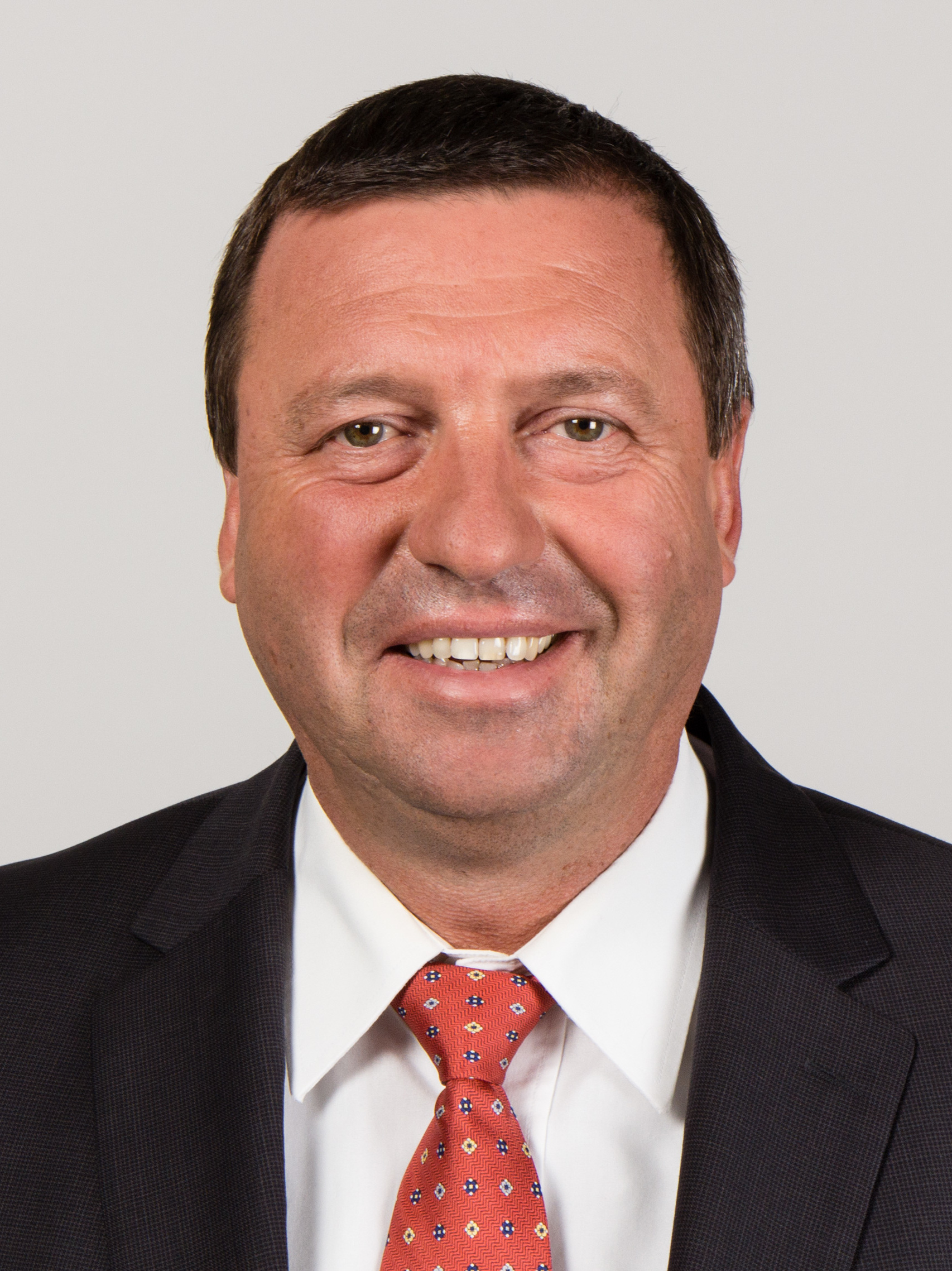
Volkmar Vogel MdB (2014)

Volkmar Uwe Vogel (* 18. Januar 1959 in Gera) ist ein deutscher Politiker (CDU) und Diplom-Ingenieur. Er war von 2002 bis 2021 Mitglied des Deutschen Bundestags und von Februar 2020 bis Dezember 2021 Parlamentarischer Staatssekretär beim Bundesminister des Innern, für Bau und Heimat (BMI).

## Leben und Beruf
Von 1975 bis 1978 machte Vogel eine Berufsausbildung mit Abitur zum Facharbeiter für Zerspanungstechnik bei Carl Zeiss Jena und war von 1980 bis 1986 als Dreher und Mechaniker tätig. Neben der Berufstätigkeit absolvierte er ab 1981 ein Fernstudium an der Fachhochschule „Carl Zeiss“ in Jena, welches er 1986 als Diplom-Ingenieur (FH) für Gerätetechnik beendete. Anschließend wurde Vogel Technischer Leiter für Schlacht-, Kälte- und Haustechnik beim Schlachthof Gera. 1991 wechselte er zum Abfallwirtschaftszweckverband Ostthüringen, wo er ab 1992 als Geschäftsleiter für die Abfallentsorgung in Gera und im Landkreis Greiz und ab 2001 auch für die zukünftige Abfallbehandlung in Ostthüringen und die Deponie Großlöbichau (SHK) zuständig war. Seit 2023 ist er als Berater für die Lobbyagentur Eutop tätig.
Er ist evangelisch, verheiratet und hat zwei Töchter.

## Politik
Vogel trat 1981 in die CDU der DDR ein. Kurz vor der politischen Wende in der DDR trat Vogel zum ersten Mal zur Wahl für den Kreisvorstand Gera-Land der CDU der DDR an und wurde gewählt. 1991 wurde er zum Vorsitzenden des nunmehrigen CDU-Kreisverbandes Gera-Land gewählt. Von 1993 bis 2010 war Vogel Vorsitzender des neu gebildeten CDU-Kreisverbandes Greiz. Vogel gehörte von 1990 bis 1999 und gehört erneut seit 2004 dem Kreistag des Landkreises Greiz an.
Seit 2002 ist Vogel Mitglied des Deutschen Bundestages; er ist 2002 über die Landesliste Thüringen und 2005, 2009, 2013 und 2017 als direkt gewählter Abgeordneter des Wahlkreises Greiz – Altenburger Land in den Bundestag eingezogen. Bei der Bundestagswahl 2005 erreichte er hier 31,7 % der Erststimmen; bei der Bundestagswahl 2009 konnte er dieses Ergebnis auf 37,4 % verbessern.
In der 17. Wahlperiode war Vogel stellvertretender Vorsitzender des Ausschusses für Verkehr, Bau und Stadtentwicklung. Außerdem war Vogel stellvertretendes Mitglied im Ausschuss für Ernährung, Landwirtschaft und Verbraucherschutz.
Bei der Bundestagswahl 2013 verbesserte sich Vogel im Erststimmenergebnis abermals und zog mit 44,9 % der Stimmen in den Deutschen Bundestag ein.
In der 18. Wahlperiode gehörte Vogel dem neu konstituierten Bundestagsausschuss für Umwelt, Naturschutz, Bau und Reaktorsicherheit an. Zudem war Vogel stellvertretendes Mitglied im Ausschuss für Verkehr und digitale Infrastruktur.
Von 2014 bis 2018 war Vogel stellvertretendes und von 2018 bis 2020 ordentliches Mitglied der Parlamentarische Versammlung des Europarates, wo er der Fraktion der Europäischen Volkspartei angehörte.
Bei der Bundestagswahl 2017 gewann Vogel mit 30,4 % der Stimmen den Bundestagswahlkreis Gera – Greiz – Altenburger Land.
In der 19. Wahlperiode war er bis Februar 2020 Mitglied im Ausschuss für Bau, Wohnen, Stadtentwicklung und Kommunen (als stellv. Vorsitzender) sowie im Ausschuss für Umwelt, Naturschutz und nukleare Sicherheit. Daneben war er stellvertretendes Mitglied im Ausschuss für Ernährung und Landwirtschaft und im Ausschuss für Verkehr und digitale Infrastruktur.
Am 14. Februar 2020 wurde Vogel durch Bundespräsident Steinmeier auf Vorschlag der Bundeskanzlerin Merkel zum Parlamentarischen Staatssekretär beim Bundesminister des Innern, für Bau und Herimat (BMI) ernannt. Er tritt damit die Nachfolge von Marco Wanderwitz (CDU)  an, der am 11. Februar 2020 zum Parlamentarischen Staatssekretär beim Bundesminister für Wirtschaft und Energie ernannt wurde. Der Wechsel stand im Zusammenhang mit der Regierungskrise in Thüringen 2020 und der Entlassung des Ostbeauftragten der Bundesregierung Christian Hirte. Sein Amt als Parlamentarischer Staatssekretär beim Bundesminister des Innern endete mit dem Amtsantritt der Bundesregierung Scholz am 8. Dezember 2021.
Bei der Bundestagswahl 2021 verlor Vogel sein Direktmandat an Stephan Brandner (AfD). Auch über die Landesliste gelang ihm der Wiedereinzug in den 20. Deutschen Bundestag nicht; er ist jedoch erster Nachrücker für den Fall des Ausscheidens eines Thüringer CDU-Abgeordneten. Zur Bundestagswahl 2025 trat Vogel nicht an.

## (Ehren-)Ämter
Vogel war von 1999 bis 2004 Mitglied des Verwaltungsrats der Sparkasse Gera-Greiz.
Seit dem Jahr 2006 ist er Mitglied im Vorstand der Volkssolidarität Kreisverband Altenburger Land e. V. und engagierte sich darüber hinaus von 2010 bis 2019 als stellv. Vorsitzender beim Technischen Hilfswerk (THW), Landesvereinigung Sachsen und Thüringen e. V. in Altenburg.
Volkmar Vogel war vom Frühjahr 2010 bis zum Februar 2014 Mitglied im Eisenbahninfrastrukturbeirat (EIB) und von 2010 bis 2020 Mitglied im Aufsichtsrat der Deutschen Einheit Fernstraßenplanungs- und -bau GmbH (DEGES).
Im September 2010 wurde er Mitglied in der Offiziersheimgesellschaft Pionierkaserne Gera e. V. und im November des gleichen Jahres wurde er Mitglied der Verkehrswacht Gera e. V. Vogel arbeitet seit 2011 sowohl als Mitglied im Politisch Parlamentarischen Beirat Brandschutz des Wirtschaftsverbandes Brandschutz e. V. WVB und der Gütegemeinschaft Brandschutz im Ausbau e. V. GBA, als auch als Mitglied im Präsidium des Deutschen Nationalkomitees für Denkmalschutz. Letztere Präsidiumsmitgliedschaft legte er nach seiner Ernennung zum Parlamentarischen Staatssekretär nieder.
Von 2013 bis 2020 war er außerdem Mitglied des Fachbeirates der Deutschen Rockwool Mineralwolle GmbH & Co. OHG und erhielt dafür mind. 15.000 Euro jährlich. Gleichzeitig machte er sich als Stellvertretender Vorsitzender des Bauausschusses des Bundestages für energetische Gebäudesanierung stark.
Der Bundesstiftung Baukultur und dem Stiftungsrat Berliner Schloss – Humboldtforum gehörte Vogel von 2014 bis 2020 an.